# Tren México-Puebla-Veracruz
El Tren México-Puebla-Veracruz es un proyecto de trenes de pasajeros que conectara a la Ciudad de México con el estado de Veracuz, pasando por el estado de Puebla.  El proyecto fue anunciado por la presidenta Claudia Sheinbaum el 1 de octubre de 2024 como parte de los planes nacionales de infraestructura ferroviaria del 2018 al 2050.

## Historia

### Antecedentes: El Jarocho

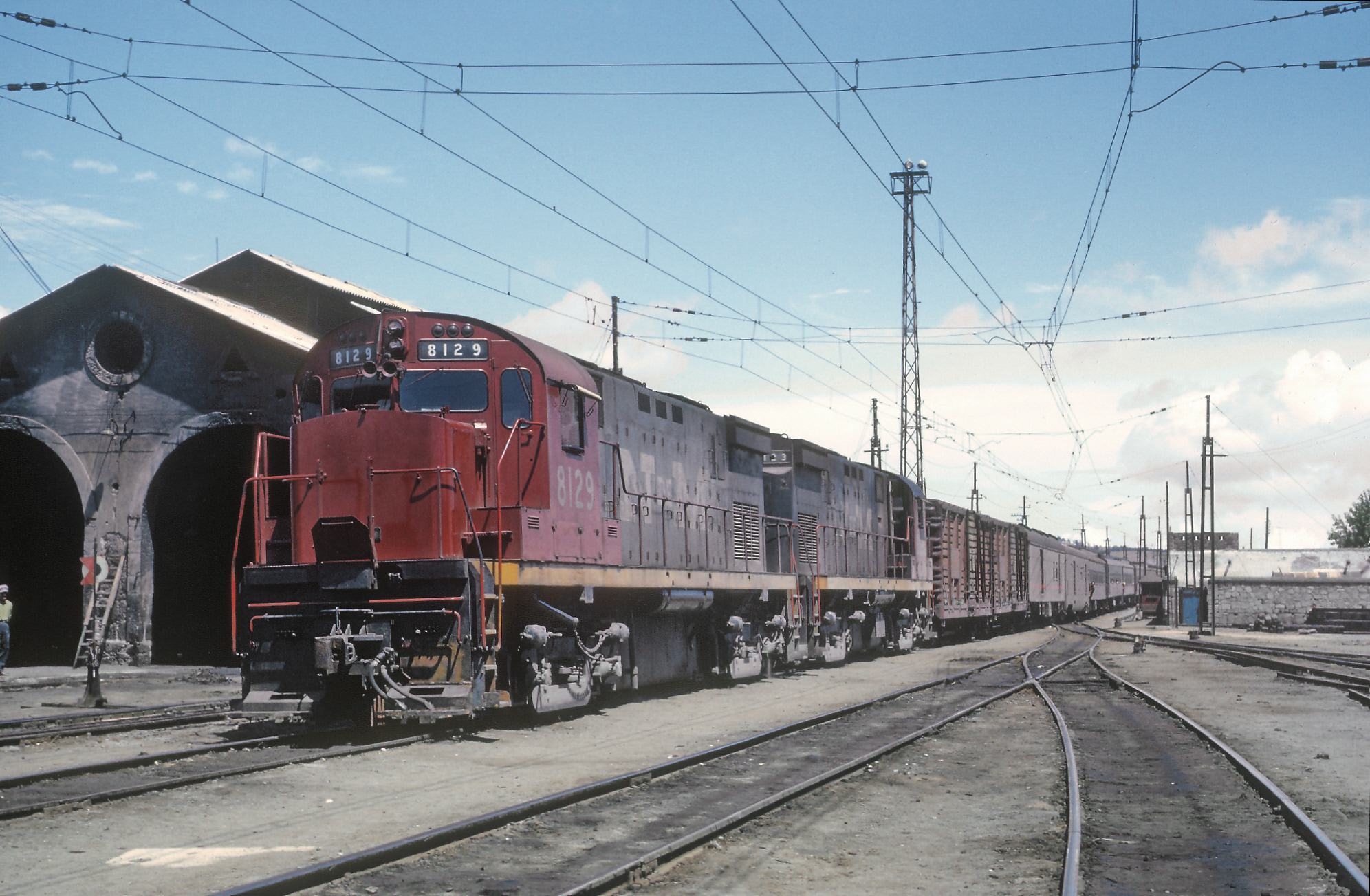
Locomotora de FNM con vagones de carga y de pasajero en el Estación de Esperanza en Puebla en 1966

El Ferrocarril México-Veracruz, también llamado el Jarocho, es un Tren de carga que antes brindaba servicio de Trenes de Pasajero en la cual era operado por Ferrocarriles Nacionales de México, desde 1937 por decreto del presidente Lázaro Cárdenas, hasta la Privatización de la red ferroviaria nacional en 1997, Siendo la Primera ruta ferroviaria de pasajeros en México desde la época Porfirista.
En 1997 tras ser privatizado el servicio por el presidente Ernesto Zedillo, la empresa Canadian Pacific Kansas City finalizó la ruta indefinidamente el 18 de agosto de 1999 y su último viaje concluyó de regreso al estación Buenavista de la Ciudad de México.

### Reanudación
El 20 de noviembre de 2023, el Expresidente Andrés Manuel López Obrador anuncia la reactivación de siete rutas de trenes de pasajeros tras un decreto la cuales es la ruta de Veracruz.
- Tren México-Veracruz-Coatzacoalcos,

### Propuesta Formal
El 1 de octubre de 2024 en la toma de Protesta de la Presidenta Claudia Sheinbaum, anuncio el proyecto de trenes de pasajeros, las cuales es menciona el proyecto Tren México-Puebla-Veracruz
El proyecto seguirá una ruta similar al antiguo tren el Jarocho, y los trabajos de construcción del tren comenzarán entre 2026 y 2027.